# Thumbelina
Thumbelina (bra: A Polegarzinha; prt: Polegarzinha), também chamado de Hans Christian Andersen's Thumbelina, é um filme de animação irlando-estadunidense de 1994, do gênero fantasia musical infantil, dirigido por Don Bluth e Gary Goldman para a Warner Bros. Pictures, com roteiro de Don Bluth baseado no conto de fadas Tommelise, do autor dinamarquês Hans Christian Andersen.

## Sinopse
Raptada e salva pelas fadas da floresta, moça do tamanho de um polegar conta com a ajuda delas para encontrar o príncipe Cornelius e viverem felizes para sempre.